# Таємниця роду
«Таємниця роду» — кінофільм режисера Метта Томпсона, що вийшов на екрани в 1988 році.

## Зміст
Студент духовної академії, охоплений дивними баченнями, відправляється до покинутого особняка, де знаходить древній медальйон. Це місце - колиска його сім'ї, члени якої споконвіку володіли особливими здібностями. Ось тільки йдуть вони від зла. Піддавшись покликом крові, герой піддає своїх близьких великої небезпеки, і тільки зберігши своє «я» перед обличчям згубних сил, є шанс врятувати невинних.

## Ролі
| Актор                | Роль |
| -------------------- | ---- |
| Метт Томпсон         | -    |
| Кімберлі Олександр   | -    |
| Джессі Крістофферсон | -    |
| Джина Компаретто     | -    |
| Кріс Фронт'єро       | -    |
| Грейнджер Хайнс      | -    |
| Занн МаКларнон       | -    |
| Michael Reinero      | -    |
| Майкл Акоста         | -    |
| Джон Дуглас Айерс    | -    |

## Знімальна група
- Режисер — Метт Томпсон
- Продюсер — Метт Томпсон, Майкл Реінеро, Джуліанна Габерт
- Композитор — Джастін Р. Дурбан